# 果園 (愛荷華州)
果園（英語：Orchard）是一個位於美國愛荷華州米切爾縣的城市。

## 地理
果園的座標為43°13′37″N 92°46′28″W / 43.22694°N 92.77444°W，而該地的平均海拔高度為336米（即1102英尺）。

## 人口
根據2010年美國人口普查的數據，果園的面積為0.23平方千米，當中陸地面積為0.23平方千米，而水域面積為0.00平方千米。當地共有人口71人，而人口密度為每平方千米308人。